# 九三式魚雷
九三式魚雷（對應至皇紀2593年）全名為六十一厘米九三式無氣泡氧氣動力魚雷，為大日本帝國海軍於第二次世界大戰中使用，由水面船隻發射，直徑61公分之魚雷。許多英語系國家海軍史官稱其為長槍 (Long lance)；此稱呼來自於服役於太平洋戰場多年的美國海軍史家塞繆爾·艾略特·莫里森。日本文獻中，亦因其特殊的推進系統而稱之為酸素魚雷（即「氧氣魚雷」）。為當時全世界最先進的魚雷。

## 開發史
1921年，日本签署华盛顿海军公约，限定日本海军的主力舰总吨位不可超过31.5万噸。为了让战舰以外的舰艇可以对抗大型战舰，日本海军决定研发可以和战列舰在相同距离攻击的新型长射程鱼雷。
九三式魚雷的開發(連同潛艇使用的九五式魚雷)始於1928年，由岸本鹿子治少將與朝熊利英上校監督開發。當時日本海軍的最大潛在敵人為美國海軍太平洋艦隊。美國海軍作戰計畫中預期日軍將入侵美屬菲律賓，故設定作戰方針為橫渡太平洋，支援或奪回菲律賓，並摧毀日軍艦隊。由於日軍戰艦數目不及美國海軍，故日軍計畫以較輕的軍艦(輕巡洋艦、驅逐艦與潛艇)透過一系列主要在夜間進行的小規模戰鬥，逐漸削弱美國海軍。美軍軍艦數目夠少時，日軍再投入未參戰受損的戰艦，在一場大規模決戰中一舉摧毁殘餘的美國海軍。(這也是美國海軍的橘色戰爭計畫所預期的發展。)
日本海軍投入許多資源，開發了一種大而重、射程長的魚雷，即九三式。魚雷為少數能讓如驅逐艦的小型軍艦損害戰艦的海軍武器之一。日本海軍集中於研究與開發使用壓縮氧取代氧濃度只有約21%的壓縮空氣作為魚雷推進系統之氧化劑。壓縮氧被灌入燃燒甲醇或乙醇的一般濕加熱引擎。由於壓縮空氣僅有21%為氧氣，使用高濃度氧可在同體積壓力下容納約5倍的氧化劑，使魚雷射程增加。此外，由於使用壓縮氧排除了不具活性的氮氣，引擎的燃燒產物僅剩下可溶於水的二氧化碳與水蒸汽，導致魚雷的氣泡軌跡減少，讓魚雷更難被發現。
壓縮氧在處理上具危險性，使得日軍必須投入大量時間研究與開發相關技術並訓練魚雷兵，以確保作戰時能安全使用這些魚雷。後來日本帝國海軍的武器開發工程師發現，若先使用一般壓縮空氣啟動引擎，再逐漸切換到高濃度氧，就能避免過去這些魚雷意外爆炸的問題。為了不讓船員與敵軍知悉魚雷使用高濃度氧這件事，壓縮氧氣被稱作「特用空氣」或「第二空氣」(即98%的高濃度氧)。1937年(昭和12年)投入量產供日本帝國海軍使用。
九三式魚雷搭載490（1,080磅）高爆炸藥彈頭以38節（70每小時）前進時，最遠射程可達40 km（21.6 nmi）。其遠射程、高速與重彈頭等特性使其在水面作戰時具有相當大的殺傷力。相較之下，美國海軍於第二次世界大戰時使用的標準魚雷(即21英寸（53 cm）的Mk 15型魚雷)的最遠射程於26.5節（49.1每小時）前進時為15,000 yd（14 km；7.4 nmi），或以45節（83每小時）前進時射程為6,000 yd（5.5 km；3.0 nmi），搭載的彈頭也僅重375（827磅）；其他同盟國魚雷的射程並沒有更遠。九三式魚雷由日本帝國海軍的驅逐艦與巡洋艦甲板上的61 cm（24英寸）魚雷管發射。由于1930年的伦敦海军条约放宽了重量上限，使得此前服役的日本驱逐舰无法装备九三式鱼雷(如吹雪型)。有一些日軍驅逐艦與其他國家軍隊的驅逐艦不同，將魚雷管裝置在砲塔中；砲塔能保護魚雷不受破片傷害，也備有魚雷管裝填裝置。日本帝國海軍幾乎每艘巡洋艦都配備了九三式魚雷。
於1942-1943年的早期水面戰鬥中，日軍驅逐艦與巡洋艦能從大約20 km（11 nmi）外發射魚雷攻擊試圖迫進到砲擊射程的盟軍軍艦。盟軍軍艦預期，若敵方使用魚雷，發射距離並不會大於10 km（5.4 nmi；6.2 mi），即盟軍的魚雷射程。在多次交戰中，盟軍軍艦遭受到多次魚雷打擊，導致其軍官以為這些魚雷是由與日軍表面船隻聯合進攻、沒被偵察到的日軍潛艇所發射。有少數幾次，沒擊中目標的九三式魚雷繼續前進，擊中比預想目標還要遠的多的盟軍船艦，導致有些盟軍軍官以為他們的船觸發水雷。盟軍方面在1943年捕獲完整的九三式魚雷之前，並不了解九三式魚雷的性能。
後來日軍開發了縮小版的450公厘九七式魚雷供微型潛艇使用，但並不成功，而在作戰中由九一式魚雷取代。直徑510公厘的版本，即九五式魚雷，被開發供數艘日本海軍潛艇成功的使用。

### 缺点
九三式魚雷的缺陷是其比壓縮空氣魚雷更容易受震動引爆。一枚九三式魚雷的重彈頭通常足以擊沉搭載它的驅逐艦，或重傷搭載它的巡洋艦。隨著美軍空襲日軍船隻的行動更加頻繁，遭受空中打擊的日軍驅逐艦與巡洋艦艦長必須決定是否拋棄這些魚雷，以避免它們在攻擊中被引爆。
日軍的筑摩號重巡洋艦於聖克魯斯群島戰役中遭到數架美國海軍的SBD無畏式俯衝轟炸機以炸彈攻擊，並在被一枚500磅炸彈擊中右舷前魚雷室數秒前幸運的拋棄其九三式魚雷。在雷伊泰灣海戰的薩馬島海戰中(於菲律賓東部)，美國海軍白原號護航航空母艦(CVE-66)發射的一枚5吋(12.7 公分)砲彈擊中了鳥海號重巡洋艦。一般情況下這種砲彈並不會重傷一艘重巡洋艦，但這枚砲彈引爆了艦上的魚雷，造成其舵與引擎喪失機能。鳥海號於隔天自沉。
第二个缺点是引信不可靠(這點是二戰日軍所有其他魚雷的罩门)。九三式魚雷採用觸發式引信，由於引信過於敏感，導致容易被海浪或軍艦尾流誘爆，在實戰中經常發生魚雷尚未抵達目標便提早爆炸的狀況。雖然後來日軍著力於改進引信，但直到戰爭結束問題都沒有解決。
在瓜島夜戰中，日本高雄號、愛宕號重巡洋艦向美國戰列艦南達科他號發射魚雷。然而九三式魚雷由於引信的不穩定，大部分魚雷都在靠近南達科他號之前就過早的爆炸。日軍不僅未能擊沉南達科他號戰列艦，還讓華盛頓號戰列艦抓住了反擊的機會，藉助新式雷達定位，重創日艦，扭轉了戰局。
第三个缺点是維護困難，九三式魚雷直徑610毫米，比同期其他國家的533毫米魚雷都大，長度9米，德國G7魚雷7.2米，美國MK14魚雷6.2米，93氧氣魚雷體積質量巨大，日本軍艦還要攜帶備用魚雷，連同裝填工具，因此每次使用魚雷前都必須徹底清理其內部管道，而這往往要花上四五天的時間。
第四个缺点是可以搭配九三式鱼雷的61 cm（24英寸）魚雷发射管。受制于当时的工业技术，日本一年大约只能制造出70座，就勞动率来说，一年只能装备25艘军舰上（对比美军的制造速度，一年可装备100艘军舰）。致使性能优势于欧美鱼雷，但并非日军常用型鱼雷，因此沒有大量生产。

## 規格與運作
不同航速下的射程
- 48至50 kn（89至93 km/h；55至58 mph） 為 22,000米（24,000 yd）
- 37至39 kn（69至72 km/h；43至45 mph） 為 33,000米（36,000 yd）
- 33至35 kn（61至65 km/h；38至40 mph） 為 40,400米（44,200 yd）

日本帝國海軍給的官方數據是，九三式魚雷的最高性能為以42 kn（78 km/h；48 mph）前進時射程為11 km（5.9 nmi；6.8 mi）。
上述超過10 km（5.4 nmi；6.2 mi）的射程是假設魚雷接進時，目標軍艦直線前進超過數分鐘。舉例來說，當美國海軍巡洋艦追擊夜戰中高速駛離戰區的日軍驅逐艦時，或1942-1943年間美軍航空母艦在南太平洋進行戰機起降作業中被日軍潛艇鎖定時，這些情況就有可能發生。
九三式魚雷本體重約2,630（5,800磅），並搭載重約490（1,080磅）的高爆炸藥彈頭。
九三式魚雷有一個充滿壓縮氧的主腔室，一個防止逆流的壓力調節閥，與一個較小(約13 L)的高壓空氣槽。壓縮空氣首先與燃料混合，而混合物被送往一個加熱點燃裝置。混合物在引擎裡穩定且溫和的燃燒；若在此階段使用壓縮氧則容易引起爆炸。隨著壓縮空氣被耗盡並喪失壓力，壓縮氧經由壓力調節閥流入壓縮空氣槽。不久後壓縮空氣槽會充滿高濃度氧，而引擎裡的燃燒會繼續。
配有九三式魚雷的船艦還需要搭載製氧系統以供應魚雷所需。

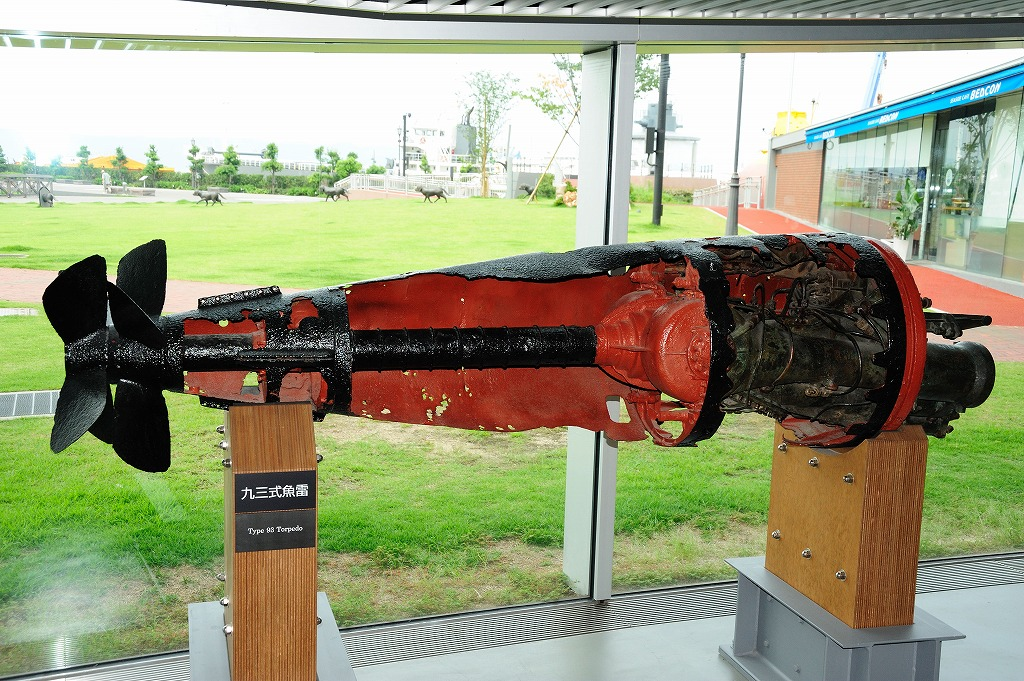
魚雷後段

九三式魚雷的架構可分為數個部分：由前往後依序為彈頭、「空氣」槽、前浮具、引擎室、後浮具、尾舵、螺旋槳。
九三式魚雷的第一修改版配有雙汽缸往復運動引擎。魚雷需要小心維護。若在引擎中迂迴複雜的氣管中殘有油汙，容易引發爆炸。因此，九三式魚雷在維護上最重要的工作就是清理氣管，而這能花上4到5天。
「第一空氣」用以啟動引擎，為裝在體積13.5 L的容器內，壓縮至230 atm(23,304,750 Pa)的壓縮空氣。「第二空氣」為壓縮至225 atm(22,798,125 Pa)，裝在體積980 L，一體成形、鎳鉻鉬鋼(為一種最早開發作為戰艦裝甲的合金)製的主容器。
魚雷前端含有彈頭，其後為壓縮氧槽12 公厘厚的外殼。九三式魚雷總長約9 m，直徑約61 公分，而「第二空氣」槽長約348 公分，共佔去九三式魚雷三分之一以上的長度。其後為魚雷後段。
壓力調節閥可讓自壓縮空氣槽流出的氣體維持固定壓力以讓魚雷保持相同航速。
引擎的活塞推動單一根主傳動軸。傳動軸上具有傘齒輪。主傳動軸分內外傳動軸，以相反方向(用以避免魚雷偏向)驅動兩片同軸的四葉螺旋槳。
魚雷的外殼為3.2 公厘厚(後端為1.8 公厘厚)的鋼板以水密焊接形成。引擎室的鋼板則設計成會滲水以冷卻引擎。
魚雷尚有兩個壓縮空氣槽(總容量40.5 L)，容納壓縮至230大氣壓的壓縮空氣以操縱魚雷的舵與穩定翼。
有一深度計控制魚雷航行深度。一般設定魚雷的「水壓板」為5 m，以讓魚雷在水面下5 m處航行，並讓側穩定翼維持此深度。
尾垂直舵計用以設定一個垂直陀螺儀，以控制尾垂直舵。垂直陀螺儀可將魚雷導向目標，讓向後發射的魚雷亦可轉向並擊中前方的目標。此陀螺儀於魚雷發射時啟動。九三式魚雷使用的陀螺儀直徑15 公分，厚7到8 公分，並以8,000 rpm的轉速旋轉。若九三式魚雷由以35節（65每小時；40英里每小時）全速前進的軍艦發射時，此陀螺儀導引裝置以此轉速運轉時會故障。
日本帝國海軍最早於長崎縣吳市測試魚雷，但九三式魚雷射程遠，需要一個較大的區域進行發射測試。此後測試地點改為山口縣德山市。此基地後來稱為「回天」自殺魚雷的開發地。

### 自九三式魚雷開發回天

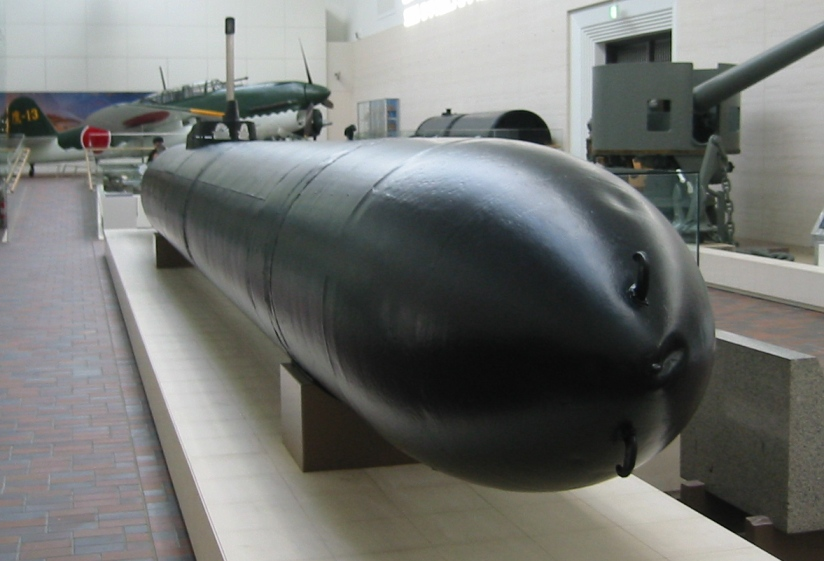
改造為回天的九三式魚雷，收於東京靖國神社遊就館。

回天載人魚雷上的陀螺儀轉速增加為20,000 rpm。九三式魚雷上的480（1,060磅）彈頭在回天上改為1.6 t彈頭。九三式魚雷總長9.61 m，總重約3 t，而回天總長15 m，總重約8 t。九三式魚雷的最大航速為52節（96每小時；60英里每小時），射程約22,000 m；回天航速為30節（56每小時；35英里每小時）時射程為23,000 m，航速為12節（22每小時；14英里每小時）時射程為70,000 m。回天在水面附近的深度航行時擁有慢速的穩定巡航能力。

## 戰果[5][6]
雖然九三式魚雷在使用上有一定的危險，但日本帝國海軍認為其效用大過風險。整場戰爭中共有23艘盟軍軍艦被九三式魚雷擊中後沉沒(巡洋艦11艘、驅逐艦11艘、艦隊航空母艦1艘)；其中有13艘單純被九三式給予致命的一擊，而其他的則是由炸彈、砲火與魚雷共同擊沉。
- 爪哇海戰役：
  - 荷蘭爪哇號輕巡洋艦，1942年2月27日由日本帝國海軍羽黑號重巡洋艦與那智號重巡洋艦擊沉
  - 荷蘭德·鲁伊特号轻巡洋舰，1942年2月27日由日本帝國海軍羽黑號重巡洋艦與那智號重巡洋艦擊沉
  - 荷蘭科爾特涅爾號驅逐艦（英语：HNLMS Kortenaer (1927)），1942年2月27日由日本帝國海軍羽黑號重巡洋艦擊沉
  - 日本帝國海軍於巽他海峽掃蕩盟軍脫隊船隻：
    - 英國埃克塞特號重巡洋艦，1942年3月1日由日本帝國海軍雷號驅逐艦擊沉
    - 澳洲伯斯號輕巡洋艦（英语：HMAS Perth (D29)），1942年3月1日由日本帝國海軍最上號重巡洋艦與三隈號重巡洋艦擊沉
    - 美國休士頓號重巡洋艦（英语：USS Houston (CA-30)），1942年3月1日由日本帝國海軍最上號重巡洋艦與三隈號重巡洋艦擊沉

- 薩沃島海戰：
  - 1942年8月9日由日本帝國海軍鳥海號重巡洋艦、青葉號重巡洋艦、加古號重巡洋艦、衣笠號重巡洋艦與古鷹號重巡洋艦一同擊沉：
    - 美國海軍昆西號重巡洋艦（英语：USS Quincy (CA-39)）、文森茲號重巡洋艦（英语：USS Vincennes (CA-44)）以及阿斯托力亞號重巡洋艦（英语：USS Astoria (CA-34)）

- 所羅門群島/塔沙法朗加（英语：Battle of Tassafaronga）/瓜達康納爾島/科隆邦加拉（英语：Battle of Kolombangara）/奧爾莫克灣/聖克魯斯群島/維拉拉維拉戰役：
  - 荷蘭皮耶海恩號驅逐艦（英语：HNLMS Piet Hein (1927)），1942年2月19日由日本帝國海軍朝潮號驅逐艦（英语：Japanese destroyer Asashio (1936)）擊沉
  - 美國布魯號驅逐艦（英语：USS Blue (DD-387)），1942年8月22日由日本帝國海軍江風號驅逐艦 (白露型)擊沉
  - 美國大黃蜂號航空母艦，1942年10月26日由日本帝國海軍秋雲號驅逐艦與巻雲號驅逐艦（英语：Japanese destroyer Makigumo (1942)）擊沉
  - 美國亞特蘭大號輕巡洋艦（英语：USS Atlanta (CL-51)），1942年11月13日由日本帝國海軍曉號驅逐艦擊沉 (其本身亦在戰鬥中被擊沉)
  - 美國巴登號驅逐艦（英语：USS Barton (DD-599)），1942年11月13日由日本帝國海軍天津風號驅逐艦擊沉
  - 美國拉菲號驅逐艦，1942年11月13日由日本帝國海軍驅逐艦擊沉
  - 美國瓦克號驅逐艦，1942年11月14日由日本帝國海軍擊沉；其中之一的綾波號驅逐艦受到重創並於當晚自沉
  - 美國本罕姆號驅逐艦（英语：USS Benham (DD-397)），1942年11月14日由日本帝國海軍驅逐艦擊沉；後由葛溫號驅逐艦（英语：USS Gwin (DD-433)）自沉
  - 美國諾桑普頓號重巡洋艦（英语：USS Northampton (CA-26)），1942年11月30日由日本帝國海軍親潮號驅逐艦擊沉
  - 美國斯壯號驅逐艦（英语：USS Strong (DD-467)），1943年7月5日由日本帝國海軍驅逐艦擊沉
  - 美國赫勒拿號輕巡洋艦（英语：USS Helena (CL-50)），1943年7月5日由日本帝國海軍涼風號驅逐艦與谷風號驅逐艦擊沉
  - 美國葛溫號驅逐艦（英语：USS Gwin (DD-433)），1943年7月12日由日本帝國海軍驅逐艦擊沉
  - 美國夏瓦列爾號驅逐艦（英语：USS Chevalier (DD-451)），1943年10月6日由日本帝國海軍夕雲號驅逐艦（英语：Japanese destroyer Yūgumo）擊沉 (其本身亦在戰鬥中被擊沉)
  - 美國庫柏號驅逐艦（英语：USS Cooper (DD-695)），1944年12月3日可能由日本帝國海軍竹號驅逐艦（英语：Japanese destroyer Take）擊沉[8]

## 美軍反應
1940年，一位日本人上門向美國駐東京的海軍武官提供了有關九三式魚雷的資料。美國海軍情報局認為這是“無可挑剔的來源”，向海軍軍械局提供了這一情報，軍械局評估後認為該情報不可靠，日本不可能開發出比美軍先進的魚雷，而且使用壓縮氧作為氧化劑太危險了。美國海軍指揮官頑固地拒絕相信九三式魚雷性能優越並加以防範，美軍因此遭受慘重損失。例如在1942年11月30日塔薩法隆加海戰中，美軍巡洋艦被日軍驅逐艦發射的魚雷擊中，其中一艘沈沒，三艘重創，指揮官卡爾頓·H·萊特戰後報告說，日本魚雷如果速度-距離的性能與美軍魚雷相似，不可能造成如此損害，但他卻得出錯誤的結論：魚雷是由潛艇發射的（此役實無潛艇參戰）。直到1943年美軍在瓜達康納爾島克魯茲角礁石獲得完整的九三式魚雷加以研究，美軍才了解它的性能。

## 殘存樣本
數個博物館保有九三式魚雷。以下為不完整的列表：
- 英國杜克斯佛德帝國戰爭博物館（英语：Imperial War Museum Duxford）
- 巴布亞紐幾內亞莫市比港巴布亞紐幾內亞國家博物館
- 美國夏威夷珍珠港亞利桑那號戰艦紀念館
- 美國馬里蘭安納波利斯海軍學院 — 於Dahlgren Hall前的小公園裡展示。魚雷在一步道旁，而步道對側的是一枚日軍的九一式航空魚雷（英语：Aerial torpedo）。
- 日本東京遊就館

### 註記
1. ↑  佐藤和正, 『太平洋海戦 1 進攻篇』. ISBN 4062037416
2. 1 2  Morison（1984年），第23–25页
3. 1 2  《日軍战舰的秘密-九三式酸素鱼雷》
4. ↑  Hornfischer（2004年），第309页
5. ↑  Boyne（1995年），第127, 254页
6. ↑  Brown（1990年），第16, 209页
7. ↑  Brown（1990年），第58–133页
8. ↑  Brown（1990年），第133页
9. 1 2  Samuel J. Cox, Director NHHC. . H-Gram. No. 8. July 2017  [2021-06-17]. （原始内容存档于2021-05-06）.
10. ↑  Samuel J. Cox, Director NHHC. . H-Gram. No. 13. 7 December 2017  [2021-06-17]. （原始内容存档于2021-05-26）.

### 書目
- Boyne, Walter. . NY, USA: Simon and Schuster. 1995. ISBN 978-0-684-80196-4.
- Brown, David. . London, Great Britain: Arms and Armour. 1990. ISBN 978-0-85368-802-0.
- Morison, Samuel Eliot. . History of United States Naval Operations in World War II. New York. 1950.
- Morison, Samuel Eliot. . History of United States Naval Operations in World War II 3. Boston, USA: Little, Brown, and Company. 1984.
- Shigetaka, Onda. . . Tokyo, Japan: Kodan-sha. November 1988. ISBN 978-4-06-204181-2 （日语）.
- Ito, Yoji; Sendo, Michio; comp. – Shiga, Fujio. . . Tokyo, Japan: Hara-shobo. November 1976 [1952] （日语）.
- Hone, Thomas C. . Proceedings of the United States Naval Institute (Annapolis, Maryland). September 1981, 107 (9): 113–116. ISSN 0041-798X.
- Hornfischer, James D. . Bantam. 2004. ISBN 0-553-80257-7.

## 外部連結
- CombinedFleet關於魚雷之資料（页面存档备份，存于）
- NavWeap整理的技術與開發資料（页面存档备份，存于）